# カザルチプラーノ
カザルチプラーノ（イタリア語: Casalciprano）は、イタリア共和国モリーゼ州カンポバッソ県にある、人口約500人の基礎自治体（コムーネ）。

## 地理

### 位置・広がり

#### 隣接コムーネ
隣接するコムーネは以下の通り。
- ブッソ
- カストロピニャーノ
- フロゾローネ (IS)
- サンテーレナ・サンニータ (IS)
- スピネーテ
- トレッラ・デル・サンニオ